# Agarak (Lori)
Agarak (in armeno Ագարակ?) è un comune dell'Armenia di 1 223 abitanti (2008) della provincia di Lori.